# الأحرار (مدينة عراقية)
قضاء الأحرار سابقا ناحية الأحرار ويسمى كذلك ب (الحسينية) وهو أحد الأقضية التابعة لمحافظة واسط . يقع القضاء جنوب قضاء النعمانية بمسافة 20 كيلومترا وإلى الشمال الغربي من مدينة الكوت مركز المحافظة بنحو 38 كم  ومن الجنوب الشرقي قضاء الموفقية ومن الجنوب الغربي محافظة الديوانية تم استحداث الناحية بموجب المرسوم الجمهوري المرقم 683 والصادر في يوم 16 تشرين الثاني من سنة 1961 م . وبتاريخ  27 /2  /2019 تم رفع المستوى الإداري لناحية الأحرار الى قضاء حسب كتاب وزارة التخطيط العراقية ذي العدد 4692 ، وقد أعطي الرمز (26071)، وتم إدراجه ضمن دليل الوحدات الإدارية للجمهورية . 
تجدر الإشارة إلى أن المساحة الكلية للناحية تبلغ حوالي 1244 كيلومتر مربع . عدد المقاطعات 23 مقاطعة ويوجد في القضاء حقل الأحدب النفطي المستثمر من قبل شركة الواحة الصينية الذي يعد من أكبر المشاريع النفطية في الشرق الاوسط ويعتبر قضاء الأحرار من المناطق الزراعية التي تخذي واسط والعراق بالمحاصيل الزراعية وأهمها الحنطة والشعير والذرة الصفراء .

## هوامش
- يوجد في قضاء الأحرار أقدم مشروع زراعي في محافظة واسط وهو مشروع الحسينية ويسمى أيضا بمشروع الدلمج .
- تحاذي قضاء الأحرار من جهة الغرب محافظة الديوانية ويفصلها عنها نهر المالح وهور الدلمج .
- تقع إلى الشرق والجنوب الشرقي من مركز الناحية ( قاعدة أبو عبيدة الجوية ).
- يقع حقل الأحدب النفطي إلى الجنوب من الناحية .
- توجد مجموعة من التلال الأثرية في الجنوب الغربي من مركز الناحية منها تل الولاية، تل الأخضر وتل البقرات وتلال أخرى متناثرة في المنطقة .